# Tridentiger
Tridentiger is een geslacht van straalvinnige vissen uit de familie van grondels (Gobiidae).

## Soorten
- Tridentiger barbatus Günther, 1861
- Tridentiger bifasciatus Steindachner, 1881
- Tridentiger brevispinis Katsuyama, Arai & Nakamura, 1972
- Tridentiger kuroiwae Jordan & Tanaka, 1927
- Tridentiger microsquamis Wu, 1931
- Tridentiger nudicervicus Tomiyama, 1934
- Tridentiger obscurus Temminck & Schlegel, 1845
- Tridentiger trigonocephalus Gill, 1859